# 山口普
山口 普（やまぐち ひろし、1959年3月30日 - ）は、日本の実業家。株式会社フジ・リテイリング代表取締役社長兼最高執行責任者。

## 人物・経歴
愛媛県出身。1981年松山商科大学（現松山大学）経営学部卒業、フジ入社。2009年フジ執行役員改善推進部長。2011年フジ取締役執行役員人事部長兼総務部長。2013年フジ取締役上席執行役員管理本部長兼人事総務部長。2014年フジ常務取締役常務執行役員管理本部長兼財務部長。2016年フジ常務取締役常務執行役員営業副担当兼商品事業本部長。2017年フジ代表取締役専務専務執行役員開発･管理担当兼財務部長。2018年からフジ代表取締役社長兼COO兼営業担当を務め、イオンとの資本業務提携を締結するなどした。2021年マックスバリュ西日本取締役。